# Simeliria aenescens
Simeliria aenescens är en insektsart som beskrevs av Schmidt 1909. Simeliria aenescens ingår i släktet Simeliria och familjen spottstritar. Inga underarter finns listade i Catalogue of Life.